# 1778
| [ Edytuj tabelę ]                  | |
| Król Polski                        | - 1764 Stanisław August Poniatowski 1795 |
| Emir Afganistanu                   | - 1772 Timur Szah Durrani 1793 |
| Współksiążęta Andory               | - 1771 Joaquín de Santiyán y Valdivielso 1779 - 1774 Ludwik XVI 1792 |
| Elektor Bawarii                    | - 1777 Karol Teodor 1799 |
| Sułtan Brunei                      | - 1762 Omar Ali Saifuddin I 1795 |
| Cesarz Chin                        | - 1735 Qianlong 1796 |
| Król Czech                         | - 1743 Maria Teresa 1780 |
| Król Danii                         | - 1766 Chrystian VII 1808 |
| Dalajlama                          | - 1758 Jamphel Gjaco 1804 |
| Król Francji                       | - 1774 Ludwik XVI 1792 |
| Król Gruzji                        | - 1762 Herakliusz II 1798 |
| Król Hiszpanii                     | - 1759 Karol III 1788 |
| Landgraf Hesji-Kassel              | - 1760 Fryderyk II Heski 1785 |
| Stadhouder Holandii                | - 1751 Wilhelm V Orański 1795 |
| Szach Iranu                        | - 1750 Karim Chan 1779 |
| Państwo Wielkich Mogołów           | - 1759 Shah Alam II 1806 |
| Król Irlandii                      | - 1760 Jerzy III Hanowerski 1820 |
| Cesarz Japonii                     | - 1770 Go-Momozono 1779 |
| Kalif                              | - 1773 Abdülhamid I 1789 |
| Prezydent Kongresu Kontynentalnego | - 1777 Henry Laurens 1778 - 1778 John Jay 1779 |
| Patriarcha Konstantynopola         | - 1774 Sofroniusz II 1780 |
| Władca Korei                       | - 1776 Chŏngjo 1800 |
| Książę Kurlandii i Semigalii       | - 1769 Piotr Biron 1795 |
| Emir Kuwejtu                       | - 1762 Abd Allah I 1814 |
| Książę Liechtensteinu              | - 1772 Franciszek Józef I 1781 |
| Sułtan Maroka                      | - 1757 Muhammad III 1790 |
| Książę Monako                      | - 1733 Honoriusz III 1793 |
| Król Nawarry                       | - 1774 Ludwik XVI 1791 |
| Król Nepalu                        | - 1777 Rana Bahadur 1799 |
| Król Norwegii                      | - 1766 Chrystian VII 1784 |
| Sułtan Omanu                       | - 1749 Ahmad ibn Sa’id 1783 |
| Elektor Palatynatu                 | - 1742 Karol IV Teodor 1799 |
| Papież                             | - 1775 Pius VI 1799 |
| Książę Parmy i Piacenzy            | - 1765 Ferdynand 1802 |
| Król Portugalii                    | - 1777 Maria I 1816 - 1777 Piotr III (król iure uxoris) 1786 |
| Król Prus                          | - 1772 Fryderyk II Wielki 1786 |
| Car Rosji                          | - 1762 Katarzyna II Wielka 1796 |
| Cesarz Rzymski (niemiecki)         | - 1765 Józef II Habsburg 1790 |
| Kapitanowie Regenci San Marino     | - 1777 Pier Antonio Leonardelli Giovanni Antonio Malpeli 1778 - 1778 Baldassarre Giangi 1778 - 1778 Francesco Antonio Casali 1778 - 1778 Alessandro Martelli 1778 - 1778 Giambattista Bonelli Pier Francesco Meloni 1779 |
| Elektor Saksonii                   | - 1763 Fryderyk August III 1806 |
| Król Sardynii                      | - 1773 Wiktor Amadeusz III 1796 |
| Król Szwecji                       | - 1771 Gustaw III 1792 |
| Król Tajlandii                     | - 1769 Taksin 1782 |
| Sułtan Turków                      | - 1774 Abdülhamid I 1789 |
| Doża Wenecji                       | - 1763 Alvise Giovanni Mocenigo 1779 |
| Król Węgier                        | - 1740 Maria Teresa 1780 |
| Monarcha Wielkiej Brytanii         | - 1760 Jerzy III 1820 |
| Premier Wielkiej Brytanii          | - 1770 Lord North 1782 |
| Cesarz Wietnamu                    | - 1778 Thái Đức 1788 |

Rok 1778 / MDCCLXXVIII
stulecia: XVII wiek ~
XVIII wiek ~
XIX wiek

lata: 1768 «
1773 «
1774 «
1775 «
1776 «
1777 «
1778
» 1779
» 1780
» 1781
» 1782
» 1783
» 1788

## Wydarzenia na świecie
- 20 stycznia – podczas swej 3. wyprawy James Cook jako pierwszy Europejczyk wylądował na Hawajach (w Waimea na wyspie Kauaʻi), nadając odkrytemu archipelagowi nazwę Wysp Sandwich.
- 27 stycznia – w Paryżu odbyła się premiera opery Roland Niccola Piccinniego.
- 5 lutego – Karolina Południowa jako pierwszy stan ratyfikowała Artykuły konfederacji i wieczystej unii.
- 6 lutego – w Paryżu Benjamin Franklin i Conrad-Alexandre Gérard podpisali Francusko-amerykański traktat sojuszniczy. Francja uznała USA.
- 12 czerwca – w Paryżu odbyła się prapremiera XXXI Symfonii Wolfganga Amadeusa Mozarta.
- 18 czerwca – założono miasto Chersoń na Ukrainie.
- 28 czerwca – wojna o niepodległość Stanów Zjednoczonych: taktyczne zwycięstwo brytyjskie i strategiczne amerykańskie w bitwie o Monmouth.
- 3 lipca – Prusy wypowiedziały wojnę Austrii.
- 11 lipca – w warszawskim Pałacu Radziwiłłów miała miejsce prapremiera opery Nędza uszczęśliwiona z tekstem Franciszka Bohomolca (przerobionym na libretto operowe przez Wojciecha Bogusławskiego) i z muzyką Macieja Kamieńskiego (spolonizowanego Słowaka) - początek największego rozkwitu polskiej opery narodowej.
- 27 lipca – wojna o niepodległość Stanów Zjednoczonych: miała miejsce bitwa pod Ushant.
- 3 sierpnia – otwarto teatr La Scala w Mediolanie.
- 26 listopada – James Cook odkrył wyspy Maui.
- 29 grudnia – wojna o niepodległość Stanów Zjednoczonych: wojska brytyjskie zdobyły Savannah w Georgii.

- Joseph Bramah opracował własny model klozetu.
- Mikołaj Zygmuntowski jako „cudowne dziecko” koncertował w Paryżu.
- W Hamburgu powstała pierwsza w Niemczech kasa oszczędnościowa zwana Sparkasse.

## Urodzili się
- 3 stycznia - Antoni Melchior Fijałkowski, polski duchowny katolicki, teolog, arcybiskup warszawski (zm. 1861)
- 14 stycznia – Marian z Roccacasale, włoski franciszkanin, błogosławiony katolicki (zm. 1866)
- 11 października – George Bridgetower, brytyjski wirtuoz skrzypiec i kompozytor (zm. 1860)
- 1 listopada – Gustaw IV Adolf, król Szwecji (zm. 1837)
- 14 listopada:
  - Johann Nepomuk Hummel, niemiecki kompozytor (zm. 1837)
  - Stanisław Kostka Mielżyński, polski hrabia, generał brygady (zm. 1826)
- 6 grudnia – Joseph Gay-Lussac, francuski chemik i fizyk (zm. 1850)
- 17 grudnia – Humphry Davy, angielski chemik i fizyk (zm. 1829)
- 19 grudnia – Maria Teresa Charlotta Burbon, księżniczka francuska, później delfina Francji (zm. 1851)

- data dzienna nieznana: 
  - Paweł Liu Hanzuo, chiński duchowny katolicki, męczennik, święty (zm. 1818 lub 1819)

## Zmarli
- 10 stycznia – Carl von Linné (znany jako Karol Linneusz), lekarz i przyrodnik szwedzki (ur. 1707)
- 20 lutego – Laura Bassi, włoska fizyk, pierwsza w Europie kobieta zatrudniona jako profesor fizyki (ur. 1711)
- 8 maja – Wawrzyniec Krzysztof Mitzler de Kolof, wydawca i redaktor pierwszego polskiego czasopisma naukowego „Warschauer Bibliothek” (ur. 1711)
- 11 maja – William Pitt Starszy, polityk brytyjski (ur. 1708)
- 30 maja – Wolter, francuski filozof i pisarz okresu oświecenia (ur. 1694)
- 2 lipca – Jean-Jacques Rousseau, francuski pisarz polityczny, pedagog i filozof (ur. 1712)
- 9 listopada – Giovanni Battista Piranesi, włoski rysownik, rytownik, architekt i teoretyk sztuki (ur. 1720)
- 15 października – Jerzy August Mniszech, kasztelan krakowski (ur. 1715)
- 24 grudnia – Bartłomiej Maria Dal Monte, włoski ksiądz, błogosławiony katolicki (ur. 1726)
- data dzienna nieznana: 
  - Élisabeth Duparc, francuska malarka i sopranistka

## Święta ruchome
- Tłusty czwartek: 26 lutego
- Ostatki: 3 marca
- Popielec: 4 marca
- Niedziela Palmowa: 12 kwietnia
- Wielki Czwartek: 16 kwietnia
- Wielki Piątek: 17 kwietnia
- Wielka Sobota: 18 kwietnia
- Wielkanoc: 19 kwietnia
- Poniedziałek Wielkanocny: 20 kwietnia
- Wniebowstąpienie Pańskie: 28 maja
- Zesłanie Ducha Świętego: 7 czerwca

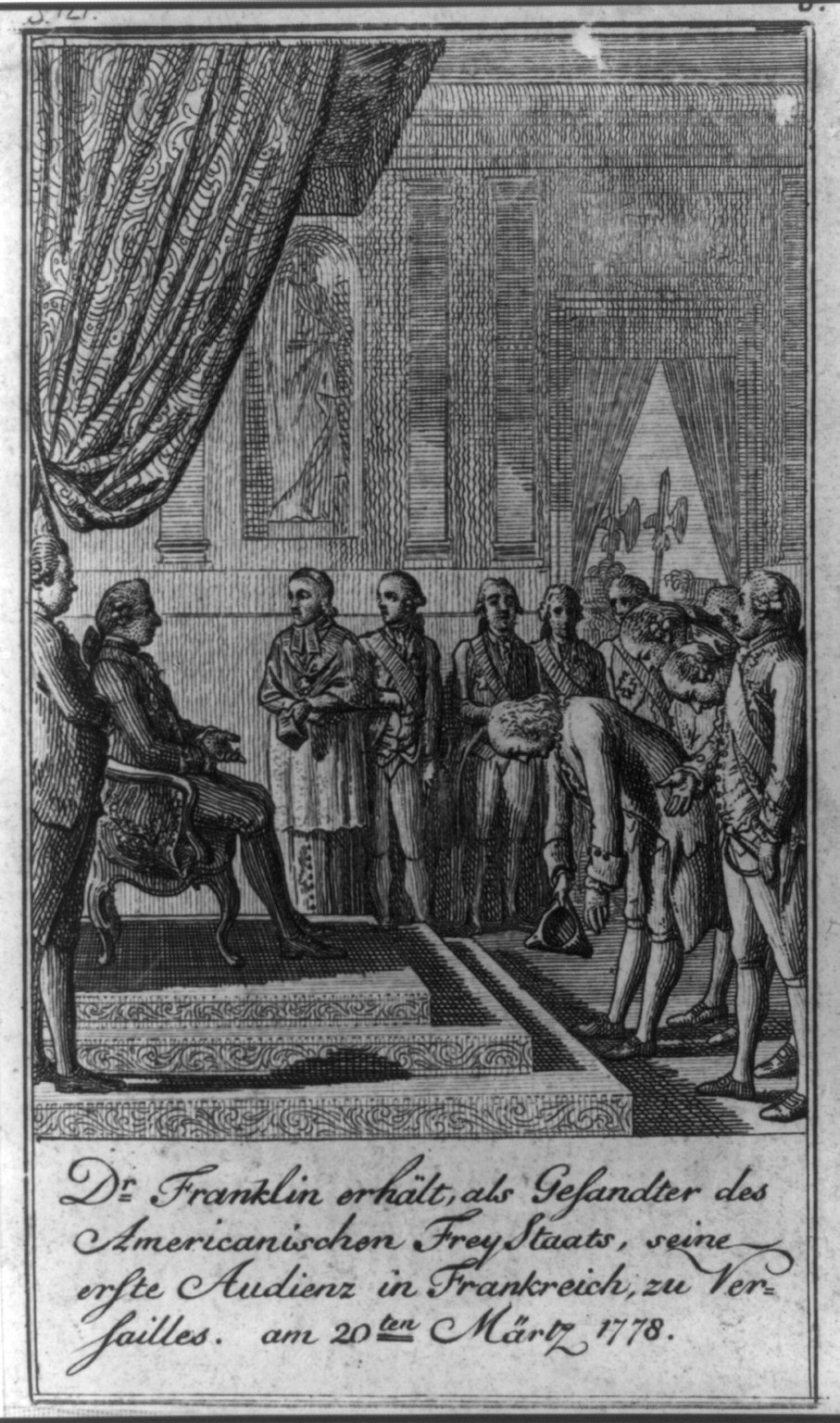
Benjamin Franklin jako poseł USA na audiencji w Wersalu 20 marca 1778 roku

- Boże Ciało: 18 czerwca